# Asclepias fimbriata
Asclepias fimbriata là một loài thực vật có hoa trong họ La bố ma. Loài này được Weim. mô tả khoa học đầu tiên năm 1935.